# Zūbārān
Zūbārān (persiska: زوباران) är en ort i Iran.   Den ligger i provinsen Khorasan, i den nordöstra delen av landet, 600 km öster om huvudstaden Teheran. Zūbārān ligger 1 549 meter över havet och antalet invånare är 331.
Terrängen runt Zūbārān är huvudsakligen kuperad, men norrut är den platt. Runt Zūbārān är det ganska glesbefolkat, med 38 invånare per kvadratkilometer. Närmaste större samhälle är Qūchān, 12,4 km söder om Zūbārān. Omgivningarna runt Zūbārān är i huvudsak ett öppet busklandskap.